# Appelant (chasse)
Pour les articles homonymes, voir Appelant.
 (juillet 2013).
Si vous disposez d'ouvrages ou d'articles de référence ou si vous connaissez des sites web de qualité traitant du thème abordé ici, merci de compléter l'article en donnant les références utiles à sa vérifiabilité et en les liant à la section « Notes et références ».
Dans le vocabulaire juridique français, « appelant » (ou « appelant artificiel »)  peut avoir trois sens différents :
- un appeau (« instrument utilisé par l'homme pour attirer un animal par le bruit qu'il produit » ;
- un appelant artificiel (ou blette) ; qui est « un objet imitant plus ou moins fidèlement l'aspect d'un animal » ;
- un appelant vivant : « animal vivant (généralement un canard) destiné à attirer un animal » pour le tuer (à la chasse), ou pour le capturer.

Dans le sud de la France, les appelants (on peut aussi les désigner par le mot appeaux, qui, dans le nord de la France, désigne seulement les sifflets servant à appeler les animaux) sont des pigeons domestiques (comme le bleu de Gascogne) ou des palombes plus ou moins  « dressés » à imiter le comportement d'une palombe à l'état naturel pour les attirer, afin de les chasser.
Cet article se limite à l'usage de l'appeau dans la chasse à la palombe, mais on utilise des appelants dans d'autres chasses, comme des canards pour la chasse à la sauvagine.

## Introduction
Les pigeons domestiques, plus aisément apprivoisés, font de bons appelants. Les palombes utilisées comme appeau sont généralement casquées pour qu'elles restent calmes et ne se pendent pas.
Toute la chasse en palombière, que ce soit au sol ou dans les arbres est basée sur ce principe : « faire poser à distance raisonnable du site de chasse un vol de palombes ».
Chacune des méthodes de chasse à ses spécificités et en fonction de ce que l'on veut imiter on aura les différents types d'appeaux suivants :
- appeaux communs aux deux méthodes de chasse (au sol et dans les arbres) :
  - de mécanique avec : le balancier, le glaneur, la pompe
  - les semi-volants
  - les volants
- appeaux spécifiques à la technique au sol :
  - le pioc
  - la palombe de cabane
  - l'appeau de sol

## Appeaux de mécanique
Les appeaux de mécanique sont montés sur des mécaniques qui permettent de les faire monter à la cime des arbres.
Ils doivent imiter par leur comportement, des palombes en train de se poser ou de se restaurer. Il faut donc essentiellement leur faire battre des ailes. On distingue trois types de mécaniques actionnées par le chasseur pour imiter ce comportement naturel de pose ou d'alimentation : le balancier, le glaneur et la pompe.

### Le balancier, raquette ou palette
Le balancier est un système de levier horizontal au bout duquel l'appeau est attaché par les pattes. Lorsque l'on tire sur le mécanisme avec une ficelle reliée à la cabane, on soulève l'appeau de plusieurs centimètres, et lorsque l'on relâche la tension, le balancier retombe et l'appeau bat des ailes pour garder le contact avec la raquette. Il imite donc une palombe en train de se poser sur une branche.
Plus le levier est long (jusqu'à 1,20 m), plus l'amplitude et la durée du battement sont longues. Ces balanciers sont généralement utilisés pour attirer les vols de loin, en approche.

### La pompe
L'appeau a le même comportement que sur un balancier tout en étant vu plus loin, le système pour l'élever dans les airs étant composé cette fois-ci d'un axe vertical toujours actionné par le chasseur.

### Le glaneur ou papillon
Le glaneur est un système sur lequel on attache un appeau palombe et qui est utilisé pour la pose. Il n'y a plus de balancier, mais une simple raquette basculante dont l'action déséquilibre la palombe. Celle-ci bat des ailes comme une palombe qui volette lorsqu'elle glane.

## Les semi-volants

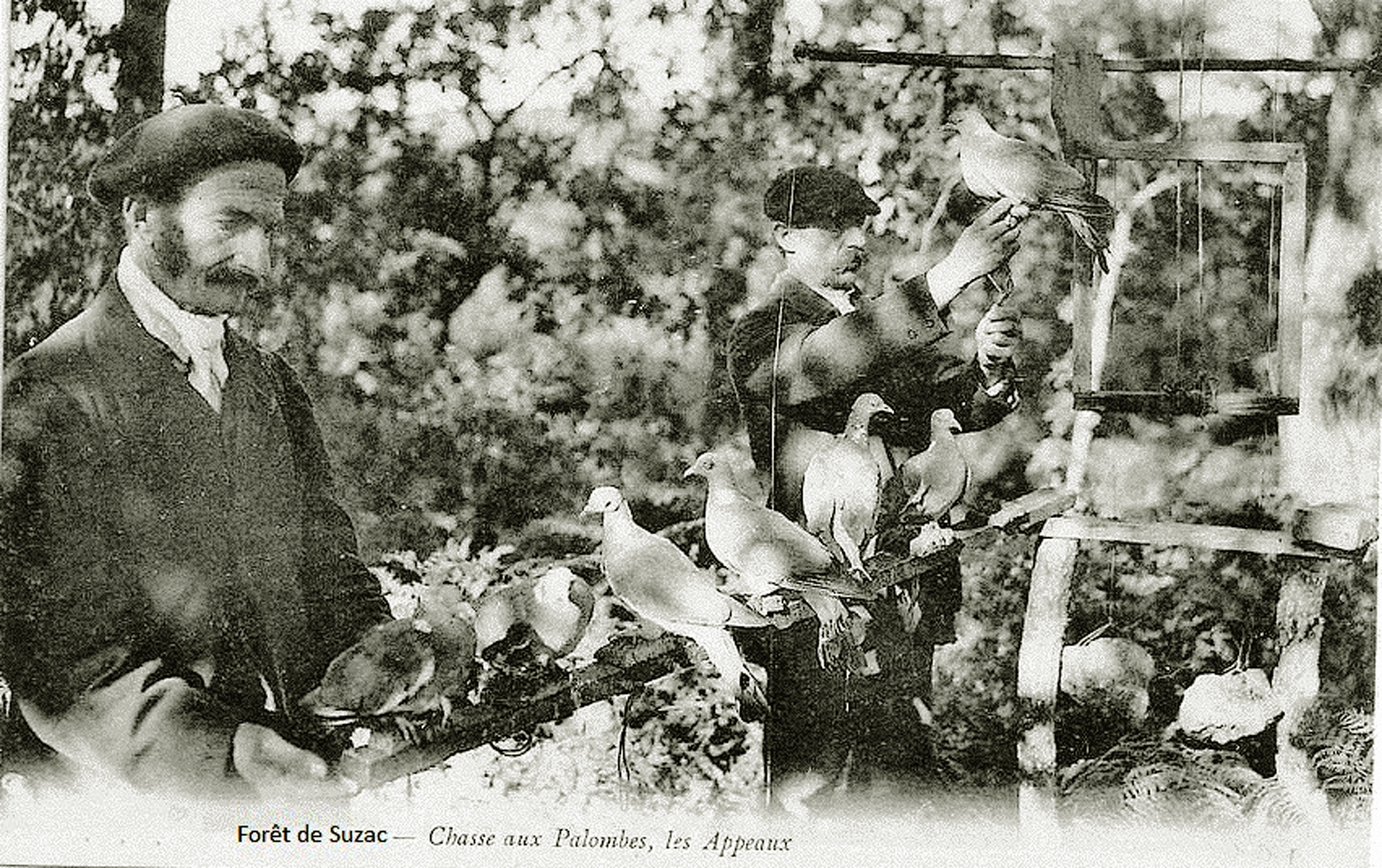
Les appeaux et la palombière en forêt de Suzac

Les semi-volants sont montés en général sur des systèmes qui permettent de les faire monter à la cime des arbres. Ils doivent imiter par leur comportement des palombes en train de changer de branches.
On les appelle semi-volants car ils vont parcourir une certaine distance en volant, mais ne seront pas complètement libres puisque attachés par la patte pour les forcer à toujours aller d'un même point vers un autre même point. On peut après un bon dressage leur faire parcourir plus d'une dizaine de mètres. On utilise en général un pigeon mais certains réussissent avec des palombes de captivité très dociles et très calmes.
Il ne faut pas de branchages sous son itinéraire de vol, sinon l'appeau a tendance à plonger et ne pas aller se poser de l'autre côté.
On appelle aussi ce système barre-à-barre ou baladeur.

## Les volants

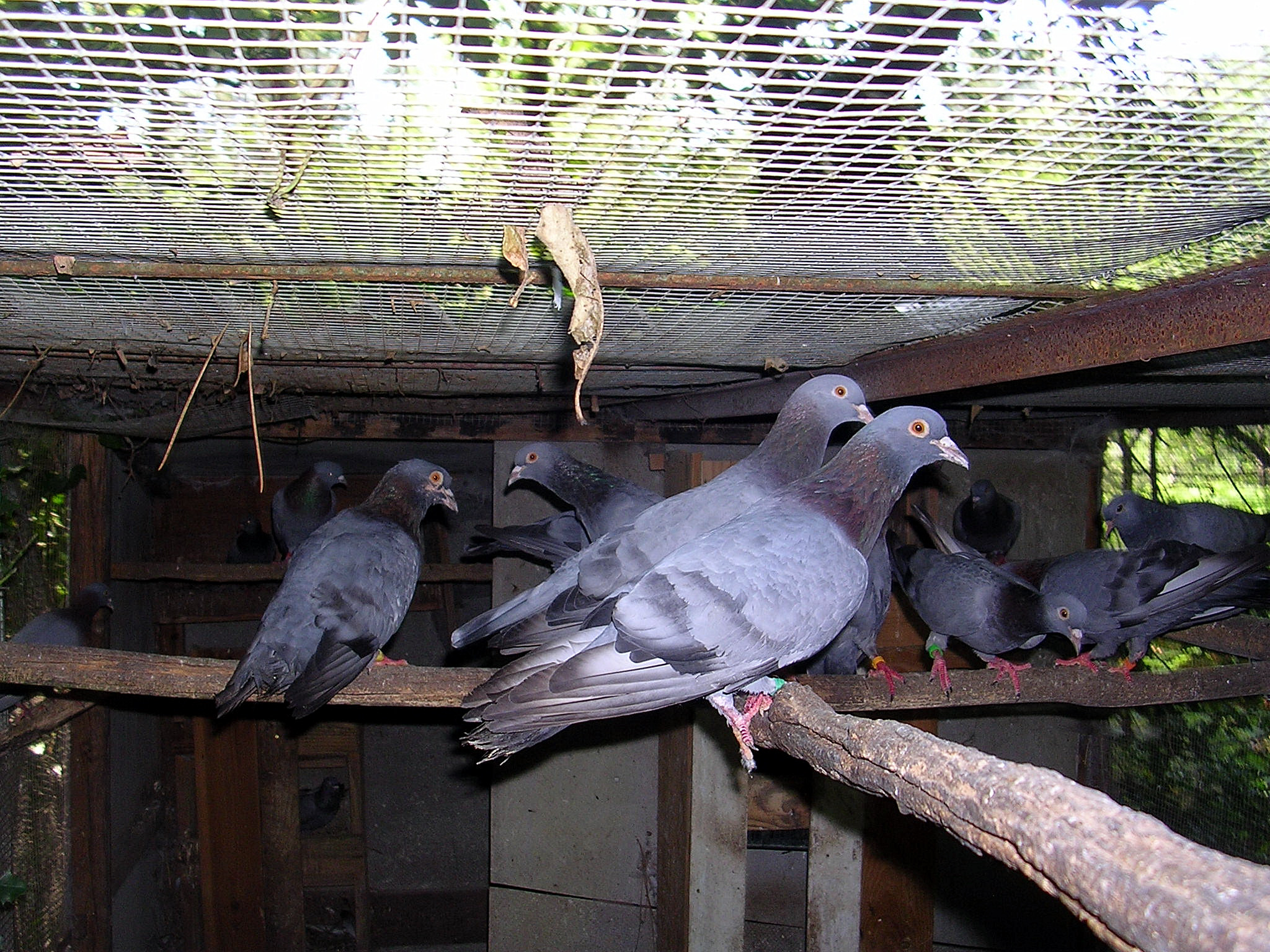
Pigeons servant d'appeaux

Toujours dans un souci d'attirer les vols de palombes sans éveiller leur méfiance, les chasseurs ont dressé des pigeons (comme le bleu de Gascogne) pour simuler le vol des palombes rôdeuses à la recherche de nourriture.
Dresser une palombe à cet exercice n'est guère possible, les chasseurs se sont alors rabattus sur les pigeons et en particulier sur les petits bleus de Gascogne qui ressemblent fortement à leur cousin, le pigeon colombin.
Vient ensuite le délicat problème du dressage. On ne peut pas en effet chasser immédiatement avec des pigeons sans les dresser, ils partiraient de suite. Il faut les habituer aux lieux, en l'occurrence la palombière, et à revenir à la cabane lorsqu'ils sont lâchés. Une des meilleures méthodes pour réussir est de laisser quelques couples à la palombière et les laisser s'y reproduire. Les petits qui naîtront ne connaîtront que cet environnement et ne partiront pas. Sinon, il suffit de les habituer aux lieux assez longtemps avant le début de la saison. Point commun aux deux méthodes : leur faire comprendre que le seul point d'eau et de ravitaillement, c'est l'homme à la cabane. Une fois ceci compris, c'est gagné, d'autant plus facilement si on ne les laisse pas toujours manger à leur faim.

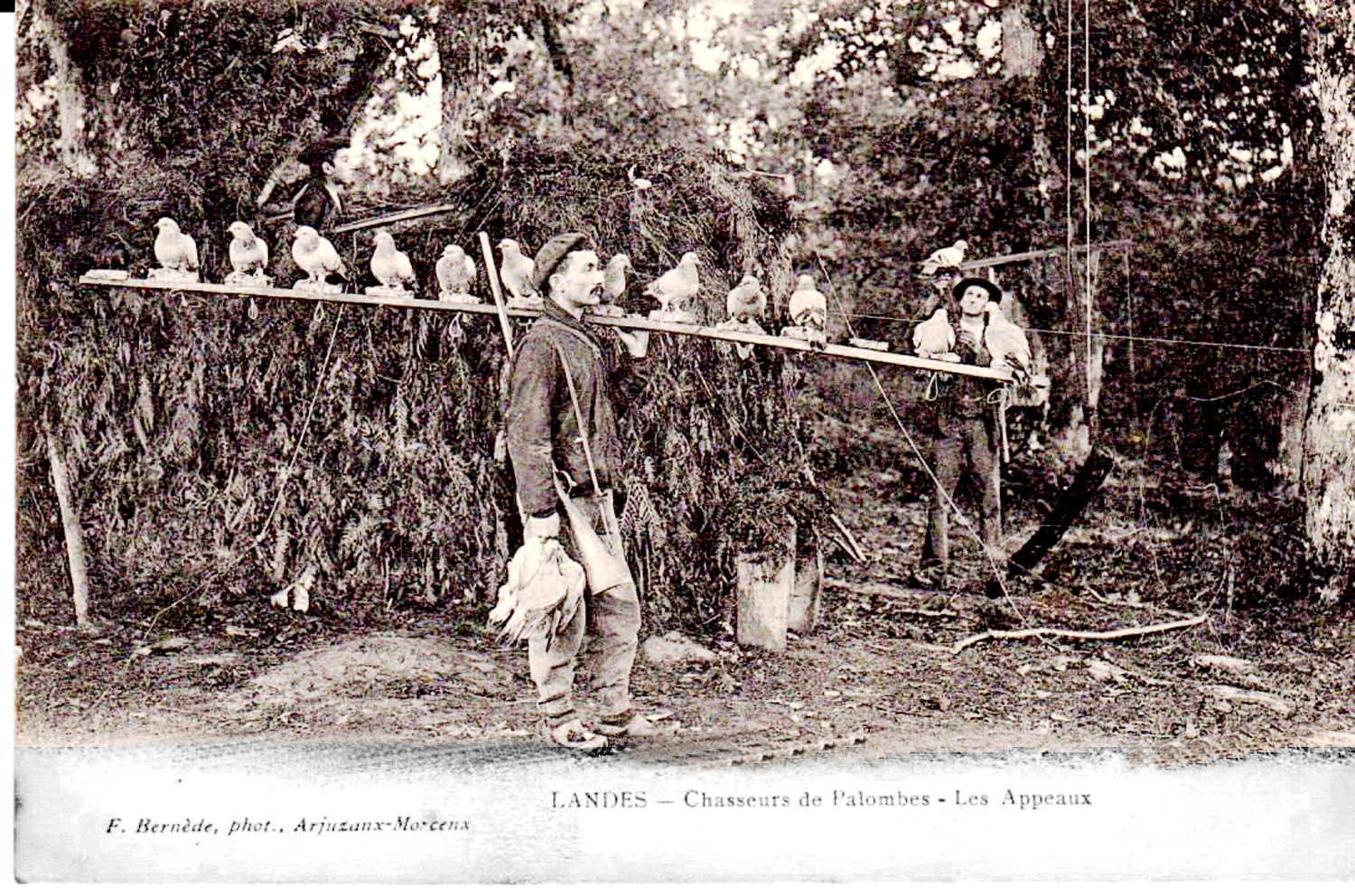
Les appeaux sur leur barre

L'action de chasse est assez simple et on distingue deux cas de figure différents :
- Les pigeons sont en totale liberté et posés sur une barre non loin du chasseur, prêt à prendre leur envol lorsqu'un vol approche. Ils reviendront sur cette même barre une fois leur petit tour terminé.
- Ils sont enfermés dans une caisse prévue à cet effet dont le chasseur commandera l'ouverture à distance. L'avantage de la caisse est que l'on peut sélectionner le nombre de volants et la fréquence, le gros inconvénient est qu'il faut la recharger lorsqu'elle est vide. Il faut alors dresser les pigeons à revenir dans une cage d'où ils ne peuvent pas ressortir. Ainsi bloqués, le chasseur pourra les réutiliser à sa guise plusieurs fois dans une même journée.

## Appeaux au sol

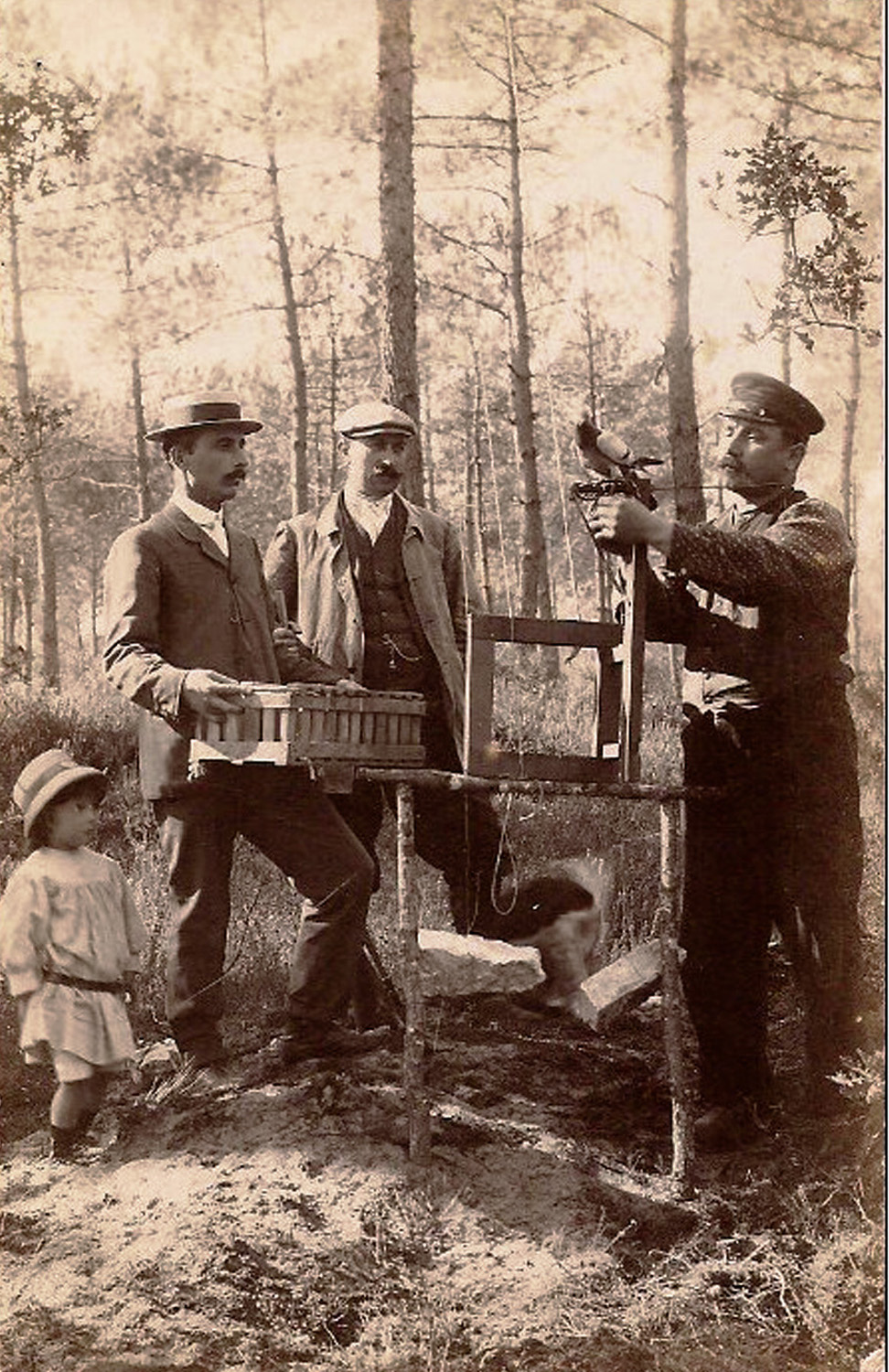
Pose d'un appeau

Les appeaux au sol sont des appeaux spécifiques et essentiels aux palombières qui possèdent un sol de capture au filet.

### Le pioc ou poulet
Le pios est le "traître" de service. Il va faire croire aux palombes qui sont posées sur les arbres autour du sol que la situation au sol est sans danger et que l'on peut s'y restaurer facilement. Ces piocs ne sont lâchés sur le sol que lorsque le chasseur le décide. En attendant, il se trouve dans une cage spéciale (le piouquey) dont l'ouverture est commandée à distance. Lorsque le chasseur l'envoie, en général il ne peut se balader que dans une zone restreinte grillagée. C'est en général une palombe qui joue ce rôle, mais pour qu'elle ne soit pas incitée à s'envoler, on lui lie les ailes pour qu'elles restent plaquées le long du corps.

### La palombe de cabane
La palombe de cabane n'est utilisée que pour imiter le bruissement des ailes lorsqu'une palombe se pose. Il s'agit d'une palombe casquée qui reste à l'intérieur de la cabane de sol et qui n'est utilisée que pour cette mission. Elle doit être sélectionnée pour son bruit d'aile soyeux. Elle est installée sur une raquette d'un mètre environ. Le chasseur abaisse celle-ci sans gestes brusques et la palombe déséquilibrée bat des ailes pour rester en équilibre et retrouver le contact de la raquette. C'est un élément indispensable de la mise en confiance des oiseaux sauvages et de leur pose sur le sol.

### L'appeau de sol
L'appeau de sol est tout simplement une palombe installée sur une mécanique le long du sol et à quelques centimètres de hauteur. Elle est là pour imiter une palombe en train de se poser sur le sol. Elle est peu utilisée mais d'une grande efficacité si l'appeau reste calme.